# تاریخچه دولت ایالات متحده
تاریخچه دولت ایالات متحده به شکل‌گیری، رشد، توسعه و تکامل دولت ایالات متحده در تمام مدت، بعد از تأسیس ایالات متحده اشاره دارد که شامل وظایف، ساختار و سیاست دولت در تمامی جوانب از جمله تکامل ساختار دولت، شکل‌گیری نهادها و وزارت‌های جدید، مفروضات، نقش‌ها و فعالیت‌ها، تصویب کدها، مقررات، قوانین و ایجاد نقش‌های کاملاً جدید دولت‌داری در جامعه آمریکا است.

## تشکیل اولیه دولت ایالات متحده
تاریخی که دولت ایالات متحده تحت قانون اساسی جدید آغاز به‌کار کرد، توسط کنگره ایالات متحده، کنگره کنفدراسیون براساس اصول کنفدراسیون مشخص شده بود. قطعنامه ۱۳ سپتامبر ۱۷۸۸ آن اعلام داشت که قانون اساسی برحسب نیاز تصویب شده‌است و به تاریخ ۴ مارس ۱۷۸۹ به عنوان تاریخ «آغاز حکومت» بر اساس قانون اساسی جدید تعیین گردید.
با این حال، کنگره در ۴ مارس به حد نصاب نرسید، چون تا آن‌زمان تعداد کافی سناتورها و نمایندگان حاضر نشده بودند. زمانی‌که حد نصاب به‌دست آمد، رای‌های انتخاباتی برای رئیس‌جمهور و معاون رئیس‌جمهور در ۶ آوریل شمارش شد.
جرج واشینگتن در ۳۰ آوریل ۱۷۸۹ به عنوان اولین رئیس‌جمهور آغاز به‌کار کرد.
قوه قضائیه فدرال، اولین بار توسط مصوبه قضائی ۱۷۸۹ که بعداً در ۲۴ سپتامبر امضا شد و شکل قانون را به‌خود گرفت، سازمان یافت. واشینگتن، جان جی را به عنوان اولین قاضی‌القضات دادگاه عالی معرفی نمود. جی در ۱۹ اکتوبر ۱۷۸۹ تحلیف به‌جا آورد.

## تاریخچه و ساختار

### ادارات اجرایی
در جریان اداره جورج واشینگتن به عنوان اولین رئیس‌جمهور ایالات متحده، کابینه شامل سه مقام بود، که وزارت‌های واقعی کابینه را اداره می‌کردند. توماس جفرسون به عنوان وزیر خارجه، الکساندر همیلتون به عنوان وزیر خزانه، هنری ناکس به عنوان وزیر جنگ و دادستان کل ادموند راندولف نیز بخشی از کابینه بود. اما در آن‌زمان هیچ وزارتی مربوط به شغل او وجود نداشت. بعدها وزارت عدلیه یک وزارت مجزای دولت گردید.

### آژانس‌های جدید و وظایف رسمی
دفتر مارشال ایالات متحده توسط اولین کنگره ایجاد شد. این اولین شغل یک مقام فدرال بود، که وظایف و فعالیت‌های دولتی تعمیم یافته منطقهٔ را در سراسر کشور انجام می‌داد. رئیس‌جمهور جورج واشینگتن در ۲۴ سپتامبر ۱۷۸۹ قانون قضایی را امضا کرد. این قانون بیان می‌داشت که شغل اساسی مارشال ایالات متحده، اجرای کلیه حکم‌های قانونی صادر شده برای او تحت اقتدار ایالات متحده بود. قانون، یاد شده مارشال‌ها را به عنوان افسران دادگاه‌ها تعریف کرد که شغل دارند دادگاه‌های فدرال را در امر تنفیذ قانون کمک کنند. مارشال‌های فدرال برای تنفیذ قانون بسیار مشهور هستند، اما این یک بخش کوچک حجم‌کار شان بود. بخش اعظم کار آن‌ها رسیدگی به اوراق رسمی–ارائه‌نامه (مانند احضاریه، ابلاغیه، حکم) و سایر قرایندها صادر شده توسط دادگاه، دست‌گیری و رسیدگی به همه‌زندانیان فدرال بود. آن‌ها همچنین طبق دستور دادگاه وجوه پرداخت می‌کردند. مارشال‌ها هزینه‌ها و دستمزدهای کارمندان دادگاه، سارنوالان ایالات متحده، هیئت منصفه و شاهدان را پرداخت می‌کردند. آن‌ها اتاق‌های دادگاه و فضای زندان را اجاره می‌کردند و ضابطان، جارچیان و سرای‌داران را استخدام می‌کردند و از حضور زندانیان، هیئت منصفه و حضور به موقع شاهدها اطمینان حاصل می‌کردند.
بنابراین مارشال‌ها در محلات خود نماینده محلی دولت فدرال بودند. آن‌ها تا سال ۱۸۷۰ میلادی سرشماری ملی را انجام می‌دادند، اعلامیه‌های ریاست جمهوری را توزیع می‌کردند، اطلاعات آماری مختلفی را در رابطه با تجارت و تولید جمع‌آوری می‌کردند، اسامی کارمندان دولتی را برای راجستر ملی فراهم می‌کردند. برای فعالیت مؤثر دولت مرکزی سایر کارهای روزمره را انجام می‌دادند.
خدمات تنفیذ قوانین عایدات ایالات متحده در ۴ اوت ۱۷۹۰ میلادی توسط قانون کنگره (1 Stat. ۱۷۵) بر اساس توصیه وزیر خزانه آلکستاندر هامیلتون به عنوان نیروی دریایی عایدات تأسیس شد، تا به عنوان خدمات اجرای گمرکی نظامی عمل کنند. با گذشت زمان، این خدمات به تدریج به‌صورت داوطلبانه یا توسط قانون که شامل ماموریت‌های که ماهیت نظامی داشتند، مأموریت می‌گرفت. خدمات تنفیذ قوانین عایدات تحت امر وزارت خزانه ایالات متحده عمل می‌نمود. (در ۲۸ ژانویه ۱۹۱۵، این خدمات بر اساس مصوبهٔ از کنگره با خدمات نجات ایالات متحده مدغم شده و گارد ساحلی ایالات متحده را ساخت).

### قرن نوزدهم

#### ادارات و آژانس‌های اجرایی
در سال ۱۸۴۹ میلادی، پس از آن‌که رابرت جی واکر وزیر خزانه‌داری، اظهار داشت که دفاتر متعدد فدرال در وزارت‌های جا داده شده‌اند که مربوط به آن نمی‌شوند، وزارت داخله تأسیس گردید. او بیان داشت که اداره کل زمین با خزانه‌داری ارتباط چندانی ندارد و همچنین دفتر امور هند، بخشی از وزارت جنگ و اداره ثبت اختراع، بخشی از وزارت خارجه را انگشت‌نما ساخت. واکر استدلال نمود که این‌ها و سایر ادارات باید در وزارت جدید داخله یک‌جا ساخته شوند.
به دنبال تلاش‌های ناموفق سال‌های ۱۸۳۰ و ۱۸۴۶ میلادی برای ایجاد شغل تمام وقت دادستان کل، در سال ۱۸۶۹ میلادی کمیته قضایی مجلس نمایندگان آمریکا به رهبری نماینده کنگره ویلیام لارنس، پژوهشی را برای ایجاد یک «اداره حقوقی» متشکل از وکلای ادارات مختلف و دادستان‌ها ایالات متحده، به ریاست لوی سارنوال انجام داد. در ۱۹ فبروری ۱۸۶۸ میلادی، لارنس لایحهٔ را به کنگره معرفی کرد تا وزارت عدلیه ایجاد گردد. رئیس‌جمهور اولیسیس اس گرانت لایحه را در ۲۲ جون ۱۸۷۰ میلادی امضا کرده و به قانون مبدل کرد.

### قرن بیستم

#### ادارات و نهادهای اجرایی
وزارت تجارت و کار ایالات متحده در ۱۴ فوریه ۱۹۰۳ میلادی ایجاد گردیده و متعاقباً در ۴ مارس ۱۹۱۳ میلادی زمانی‌که ادارات و نهادهای اختصاص یافته به‌کار در وزارت کار منتقل شدند، وزارت تجارت تغییر نام یافت. اداره ثبت و علایم تجارتی ایالات متحده از وزارت داخله به وزارت تجارت منتقل شد. در سال ۱۹۴۰ میلادی، اداره هواشناسی (حالا خدمات ملی هواشناسی) از وزارت زراعت انتقال یافته و اداره هوانوردی ملکی به آن مدغم گردید.

#### معامله جدید
معامله جدید مجموعهٔ از برنامه‌ها، پروژه‌های عام‌المنفعه، اصلاحات مالی و مقرراتی است که توسط رئیس‌جمهور فرانکلین دی. روزولت بین سال‌های ۱۹۳۳ و ۱۹۳۶ در ایالات متحده وضع گردید. معامله جدید به نیازها برای تسکین، اصلاحات و بهبودی از رکود بزرگ پاسخ داد. این مجموعه افزایش قابل ملاحظهٔ را در اندازه و تعداد برنامه‌ها و نهادهای فدرال مانند اردوی محافظت از غیرنظامیان (CCC)، اداره امور ساختمانی (CWA)، اداره امنیت زمین (FSA)، قانون بازیابی صنعتی ملی 1933 (NIRA) و اداره امنیت اجتماعی (SSA) به میان آورد. آن‌ها به دهاقین، افراد بیکار، جوانان و کهن‌سالان کمک فراهم می‌کردند. معامله جدید شامل محدودیت‌ها و تدابیر محافظتی جدید در صنعت بانک‌داری و تلاش برای تورم مجدد اقتصاد پس از کاهش شدید قیمت‌ها بود. برنامه‌های معامله جدید در جریان اولین دور ریاست جمهوری فرانکلین دی روزولت، هم شامل قوانین تصویب شده توسط کنگره می‌شد و هم فرمان‌های اجرایی رئیس‌جمهور.